# Slobozia Mandra
Slobozia Mandra is een Roemeense gemeente in het district Teleorman.
Slobozia Mandra telt 1990 inwoners.